# Yehud
Yehud (en hebreo: יְהוּד‎) es una ciudad en el Distrito Central de Israel que forma parte del municipio conjunto de Yehud-Monosson. En 2007, la población de la ciudad era de aproximadamente 30.000 habitantes (incluida Neve Monosson, ver más abajo).

## Historia
La historia de Yehud se remonta a miles de años, con su primera mención en la Biblia en 19:45. Más tarde fue llamado Iudaea por los romanos. Durante las épocas del califato árabe y otomana, se la conocía como Al-Yahudiya, y los censos mostraban que su población era enteramente árabe y musulmana. Durante los siglos XVIII y XIX, el área pertenecía al Nahiyeh (subdistrito) de Lod que abarcaba el área de la actual ciudad de Modi'in-Maccabim-Re'ut en el sur hasta la actual ciudad de El'ad en el norte, y desde las estribaciones en el este, a través del valle de Lod hasta las afueras de Yafo en el oeste. Esta zona albergaba a miles de habitantes en unas 20 aldeas, que tenían a su disposición decenas de miles de hectáreas de tierras agrícolas de primera calidad.
En 1932, durante el mandato británico, Yehud pasó a llamarse Al-'Abbasiyya, supuestamente porque sus habitantes árabes no querían que su nombre se relacionara con el pueblo judío. El nuevo nombre recordaba a un jeque llamado al-ʽAbbas que fue enterrado en la ciudad, al tiempo que también aludía al califato abasí.
En junio de 2011, los funcionarios de la ciudad anunciaron que emprenderían un proyecto de construcción masivo para replicar la plaza del casco antiguo de la ciudad suiza de Lugano en el centro de Yehud, para revitalizar el comercio y el turismo. La réplica estará repleta de columnas y columnatas neoclásicas. Este proyecto estaba programado para ser terminado en el otoño de 2016; finalmente abrió a principios de 2018.

## Gobierno local

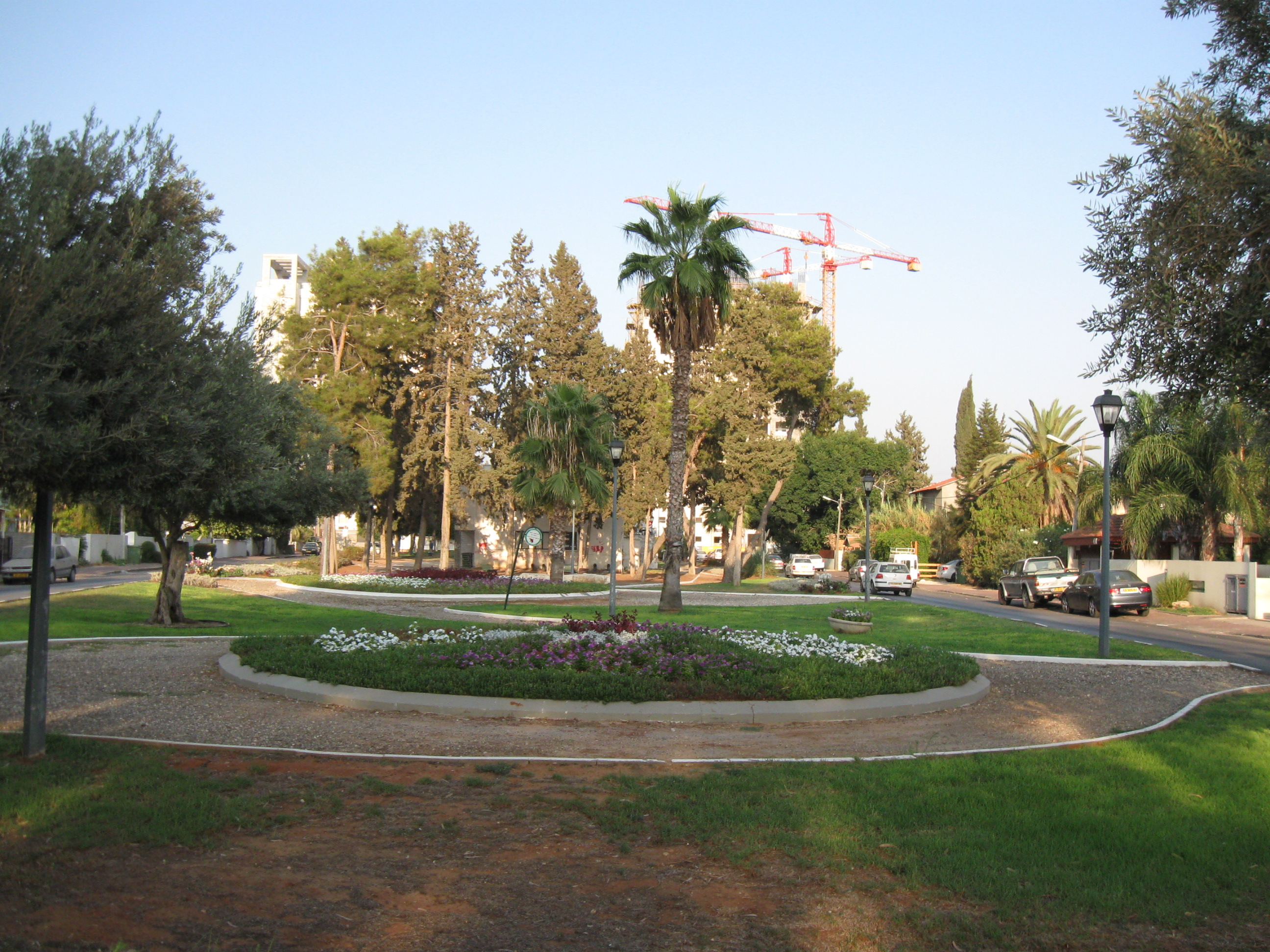
Parque Yehud

En 2003, se formó el municipio de Yehud-Monosson para brindar servicios municipales a Yehud y la comunidad vecina de Neve Monosson (2600 habitantes). Según los términos de la fusión, Neve Monosson mantiene un alto nivel de autonomía bajo la Administración Local de Neve Monosson (minhelet). La administración local de Neve Monosson recibió el estatus de municipio como distrito autónomo (vaad rova ironi) por parte del Ministro del Interior en 2005 como condición del plan de fusión. El resultado es que el municipio de Yehud-Monosson funciona prácticamente como el municipio de Yehud y, al mismo tiempo, proporciona los servicios municipales obligatorios básicos a Neve Monosson.

## Demografía
Según CBS, en 2001 la composición étnica de la ciudad era uniformemente judía. Ver Grupos de población en Israel. Según CBS, en 2001 había 10.500 hombres y 11.100 mujeres. La población de la ciudad estaba dispersa, con 33,4% de 19 años o menos, 16,1% de 20 a 29, 19,9% de 30 a 44, 18,8% de 45 a 59, 2,9% de 60 a 64 y 8,8% 65 años de edad o más. La tasa de crecimiento de la población en 2001 fue del 2,6%.

## Economía
Yehud sirve como base de la gran compañía Africa Israel Investments propiedad mayoritaria de Lev Leviev.
La sala de control de SpaceIL está en Yehud. Desde esa base, SpaceIL gestiona las operaciones del módulo de aterrizaje Bereshit.

## Educación
Según CBS, hay 10 escuelas y 5.159 estudiantes en la ciudad. Están repartidos, como 6 escuelas primarias y 2.252 estudiantes de primaria, y 5 escuelas secundarias y 2.907 estudiantes de secundaria. El 54,2% de los estudiantes de 12.º grado tenían derecho a un certificado de matriculación en 2001.

## Deportes
Fútbol: Hapoel Yehud pasó varias temporadas en la primera división del fútbol israelí a finales de los 70 y principios de los 80, y ganó la Copa del Estado en 1982. Sin embargo, después de varios descensos, el club se retiró en 1998. Un nuevo club, Hapoel Ironi Yehud, se estableció en 2004 y actualmente juega en la Liga Gimel. (3.ª. División)

## Residentes notables
- Yonit Naaman, ensayista, editora e investigadora
- Golan Pollack (nacido en 1991), judoca olímpico
- Shlomi Shabat, vocalista